# Ebba Eriksdotter Wasa
Ebba Eriksdotter Wasa (auch Vasa, aus dem schwedischen Adelsgeschlecht Vasaätten; * um 1491 in Norrby, Östergötland, Schweden; † 21. November 1549 im Kloster Vreta in Östergötland) war eine schwedische Adelige, die durch ihre Tochter Margareta Eriksdotter Leijonhufvud zur politisch einflussreichen Schwiegermutter von Gustav I. Wasa, König von Schweden (1523–1560) wurde.

## Herkunft
Ebba Wasa stammte aus der schwedischen Adelsfamilie Wasa, die auf Nils Kettilsson Vasa (* um 1332; † nach dem 24. Oktober 1378) zurückgeht. Derselben Familie entstammen auch ihr späterer Schwiegersohn, König Gustav I. Wasa und dessen als Könige von Schweden und Könige von Polen regierende Nachkommen.

Wappen der Familie Wasa

Sie war eine Tochter des Ritter und schwedischer Reichsrats Erik Karlsson Wasa (* um 1436 im Schloss Ringstaholm in Östergötland, Schweden; † 20. März 1491) aus dessen 1488 geschlossener zweiter Ehe mit Anna Karlsdotter Vinstorpa (* 1461 in Tryserum, bei Kalmar in Schweden; † 1552). In erster Ehe war Erik Karlsson mit Iliana Nilsdotter Oxenstierna, einer Tochter von Nils Jönsson Oxenstierna, verheiratet gewesen, die nach 1481 ohne Hinterlassung von Kindern verstorben war.
Ihr Vater hatte einen Bruder Kettil Karlsson Wasa (* ~1433; † 11. August 1465), der 1459–1465 Bischof von Linköping war. Während der schwedischen Rebellion gegen den dänischen Unionskönig Christian I. unter Sten Sture dem Älteren, die auch Erik Karlsson unterstützte, war Kettil Karlsson 1464 für einige Monate faktischer Regent von Schweden, ehe der vom schwedischen Reichsrat gewählte, aber 1457 ins Exil getriebene König Karl VIII. Knutsson Bonde (* Schloss Ekholmen, Veckholm, Uppsala, 5. Oktober 1409; † 15. Mai 1470 im Stockholmer Schloss, König von Schweden (1448–1457, 1464–1465 und 1467–1470) und Norwegen (1449–1450)) zurückkehrte. Nach dem Tod seines Bruders war Erik Karlsson in Machtkämpfe innerhalb des schwedischen Adels verwickelt und kämpfte zwischenzeitlich auf der Seite von Christian I. gegen Sten Sture. Nachdem er sich wieder mit Sture versöhnt hatte, wurde er Mitglied im Reichsrat.
Ebbas Mutter Anna, die Tochter des Reichsrats Karl Bengtsson Vinstorpa († 1495) aus der gleichnamigen schwedischen Adelsfamilie, erbte als letzte ihrer Geschlechts die Güter ihres Vaters und gehörte damit zu den reichsten Grundbesitzern in Schweden.

## Leben

### Jugend
Ebba war das jüngste Kind von Erik Karlsson Wasa, der jedoch schon kurz nach ihrer Geburt bei einem Überfall auf einen Priester von diesem getötet wurde. Ihre älteren Brüder aus der ersten und zweite Ehe des Vaters waren bereits als Kleinkinder verstorben, so dass Ebba gemeinsam mit ihrer Schwester Margareta Wasa († 1525/44) die Besitzungen ihres Vaters erbte. Ihre Mutter Anna Karlsdotter Vinstorpa heiratete schon im folgenden Jahr in zweiter Ehe Erik Eriksson „den Yngre“ (der Jüngere) Gyllenstierna (* um 1455 Fågelvik, Tryserum, bei Kalmar), Ritter und schwedischer Reichsrat aus dem gleichnamigen dänisch-schwedischen Adelsgeschlecht. Dessen Mutter Christina Karlsdotter Bonde (* 1432 in Stockholm; † 25. Januar 1499) war eine Tochter von Karl VIII. Knutsson Bonde. Ebbas Stiefvater nahm 1501 unter Sten Sture dem Älteren und Svante Sture (Reichsverweser von 1504 bis 1512) an einem Aufstand des Adels gegen König Johann von Dänemark, Norwegen und Schweden teil und starb am 19. Juli 1502 in dänischer Gefangenschaft.
Ebba wuchs daher mit ihrer Schwester
- Margarete Eriksdotter Wasa, († 1541)

⚭ 1.) v. 1515 Erik Knutsson († ermordet im Stockholmer Blutbad 1520)
⚭ 2.) 1523 Berend von Melen († 1561),
sowie mit ihren Halbgeschwistern aus der zweiten Ehe ihrer Mutter auf:
- Carl Eriksson Gyllenstierna (* um 1496 in Fågelvik; † dort 1541)

⚭ 1527 Kerstin Nilsdotter Grip und
- Karin Eriksdotter Gyllenstierna (* vor 1506 in Fågelvik; † 12. März 1562)

⚭ 23. August 1516 Erik Arvidsson Trolle (* um 1460; † 1529). Karin wurde dadurch zur Stiefmutter des Gustav Eriksson Trolle (* um 1488: † in Gefangenschaft nach dem 11. Juni 1535 auf Schloss Gottorf), der von 1514 bis 1517 und 1520 bis 1521 Erzbischof von Uppsala, zugleich aber auch als führender Gegner der Unabhängigkeit Schwedens von Dänemark einer der Hauptverantwortlichen für das Stockholmer Blutbad von 1520 war.
- Karins Tochter, Beata Eriksdotter Trolle (* 1516; † 1591), war mit Gabriel Kristiernsson Oxenstierna verheiratet und wurde dadurch zur Großmutter des berühmten Axel Oxenstierna (* 1583; † 1654), Graf von Södermöre, schwedischer Reichskanzler ab 1612.

Ihre Mutter war als reiche Erbin und zweifache Witwe unabhängiges Familienoberhaupt. Ebba wuchs somit in einer privilegierten aristokratischen Sippschaft auf, die sich durch politische und wirtschaftliche Macht auszeichnete.

### Verbindung zur Politik
Am 18. Januar 1512 heiratete Ebba in der St.-Laurentius-Kirche in Söderköping den etwa zwanzig Jahre älteren schwedischen Reichsrat Erik Abrahamsson Leijonhufvud (* um 1472; † 1520).

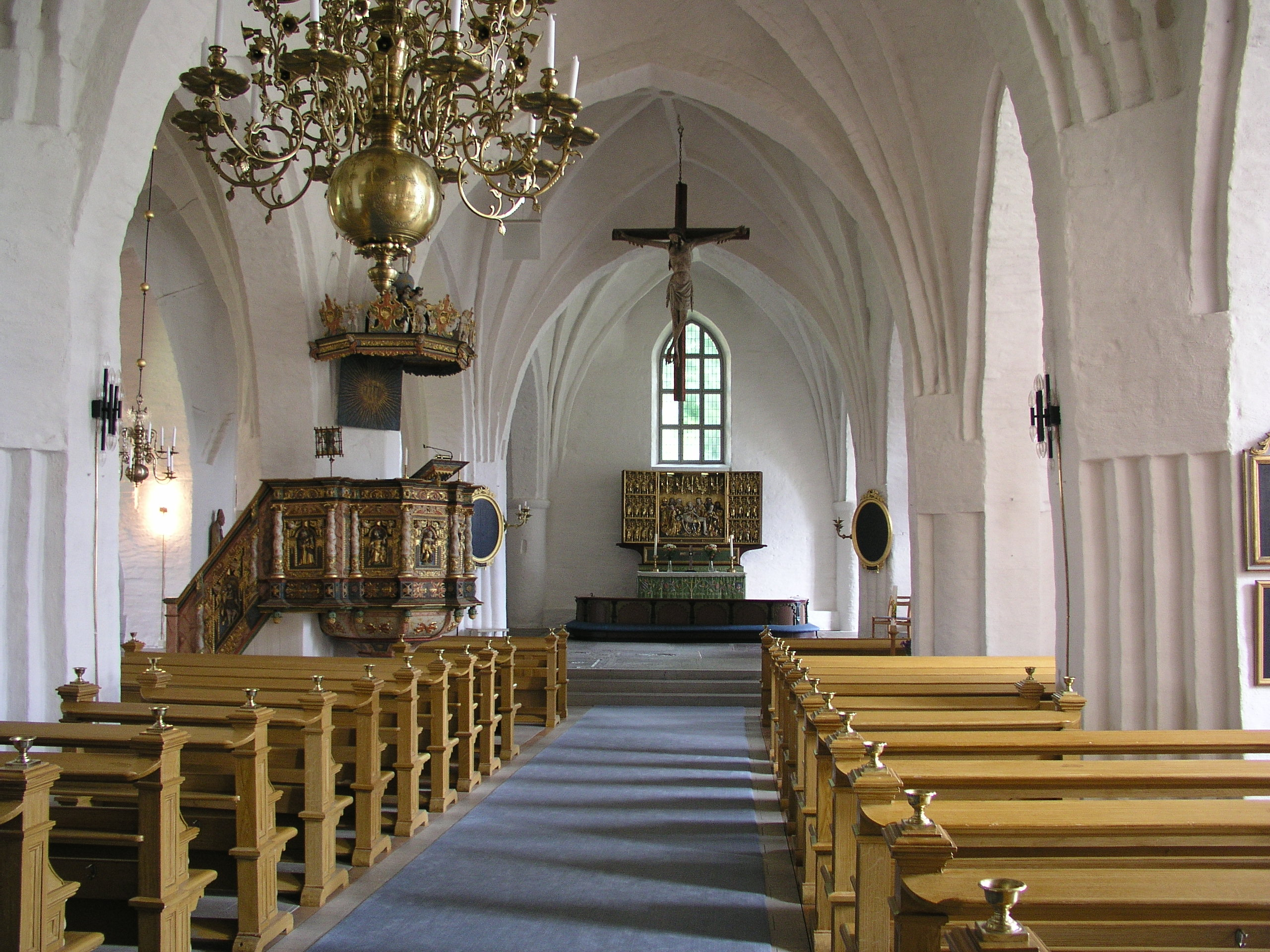
St.-Laurentius-Kirche in Söderköping, in der Ebba und Erik Leijonhufvud heirateten

Durch ihre und ihres Mannes Verbindungen in den schwedischen Adel wurde Ebba in die damals bewegte Geschichte ihres Landes einbezogen. Schweden war damals Teil der am 17. Juni 1397 geschaffenen Kalmarer Union zwischen den Königreichen Dänemark, Schweden und Norwegen, die von den dänischen Königen beherrscht wurde. In Schweden, das von einheimischen Reichsverwesern verwaltet wurde, entwickelte sich gegen diese „Fremdregierung“ eine wachsende Unabhängigkeitsbewegung. 1512 versuchte Schweden, sich erneut aus der Union zu lösen, und wurde von Sten Sture dem Jüngeren als Reichsverweser von 1512 bis 1520 regiert.
Sten Sture der Jüngere zählte durch seine Ehefrau, Christina Nilsdotter Gyllenstierna (* 1494; † 1559), eine Nichte von Ebbas Stiefvaters und daher eine „angeheiratete Cousine“ von Ebba, zu deren erweiterten Familie. Zugleich war Christina Gyllenstierna – über ihre Mutter Sigrid Eskilsdotter Banér – auch eine Halbschwester von Cecilia Mansdotter Ekaätten (* um 1476; † 1523), der Mutter von Gustav I. Wasa, der als König von Schweden (1523–1560) Ebbas Schwiegersohn werden sollte. Verständlicherweise gehörten daher Ebba und ihr Mann zu den engsten Unterstützern Sten Stures und der Unabhängigkeitsbewegung in Schweden.
Als König Christian II. von Dänemark, Norwegen und Schweden (1513–1523) 1513 auf seinen Vater folgte, weigerten sich die schwedischen Stände, ihn zum König zu wählen und stellten neuerlich die Kalmarer Union in Frage. König Christian war nicht gewillt, dies zu akzeptieren, und sandte daher 1518 eine Armee nach Schweden, um dieses seine direkte Kontrolle zu unterwerfen. Diese Truppen wurden jedoch von den Schweden in der Schlacht bei Brännkyrka besiegt und mussten umkehren. Ebbas Ehemann stand als einer der führenden Reichsräte voll hinter dem Reichsverweser Sten Sture dem Jüngeren und der Unabhängigkeitsbewegung in Schweden und wirkte an der Verteidigung Schwedens aktiv mit. Nachdem Verhandlungen und Drohungen ohne Wirkung blieben und Reichsverweser und Reichsrat sich trotzdem weigerten, König Christian anzuerkennen, kam es zur militärischen Konfrontation, in der die schwedischen Truppen – unter denen Ebbas Ehemann mitkämpfte – von der Söldnerarmee Christians II. am 19. Januar beim See Asunden besiegt wurden und Sten Sture auf der Flucht seinen Verletzungen erlag. Nach der Niederlage der schwedischen Truppen behielt Christina Gyllenstierna die Kontrolle über Stockholm, besiegte die Dänen am 19. März 1520, wurde jedoch in der Schlacht bei Uppsala am 6. April von diesen besiegt und in Stockholm belagert. Dort hielt sie vier Monate lang der Belagerung stand, musste sich aber dann – gegen Gewährung einer vollen Amnestie – ergeben. Am 1. November 1520 mussten die Vertreter Schwedens Christian als erblichen König (bisher Wahlmonarchie!) die Treue schwören, der daraufhin am 4. November in der Storkyrkan in Stockholm gekrönt wurde.

### Witwenschaft
Drei Tage später begann auf Grund einer Proskriptionsliste des Gustav Eriksson Trolle, dem unionistischen Erzbischof von Uppsala – mit dem Ebba über ihre Halbschwester Karin Eriksdotter Gyllenstierna verschwägert war – das Stockholmer Blutbad. Entgegen der ausdrücklichen königlichen Zusage einer Amnestie wurden dabei innerhalb weniger Tage 82 der führenden Antiunionisten als „Häretiker“ hingerichtet. Unter den Ermordeten befand sich auch der Ehemann von Ebba Vasa, Erik Abrahamsson Leijonhufvud, Erik Knutsson, der Ehemann ihrer Schwester Margarete, und Erik Johansson Wasa, der Vater ihres späteren Schwiegersohnes, Gustav I. Wasa. Selbst vor den Bischöfen machte der König nicht Halt, da auch die Bischöfe von Skara und von Strängnäs hingerichtet wurden.

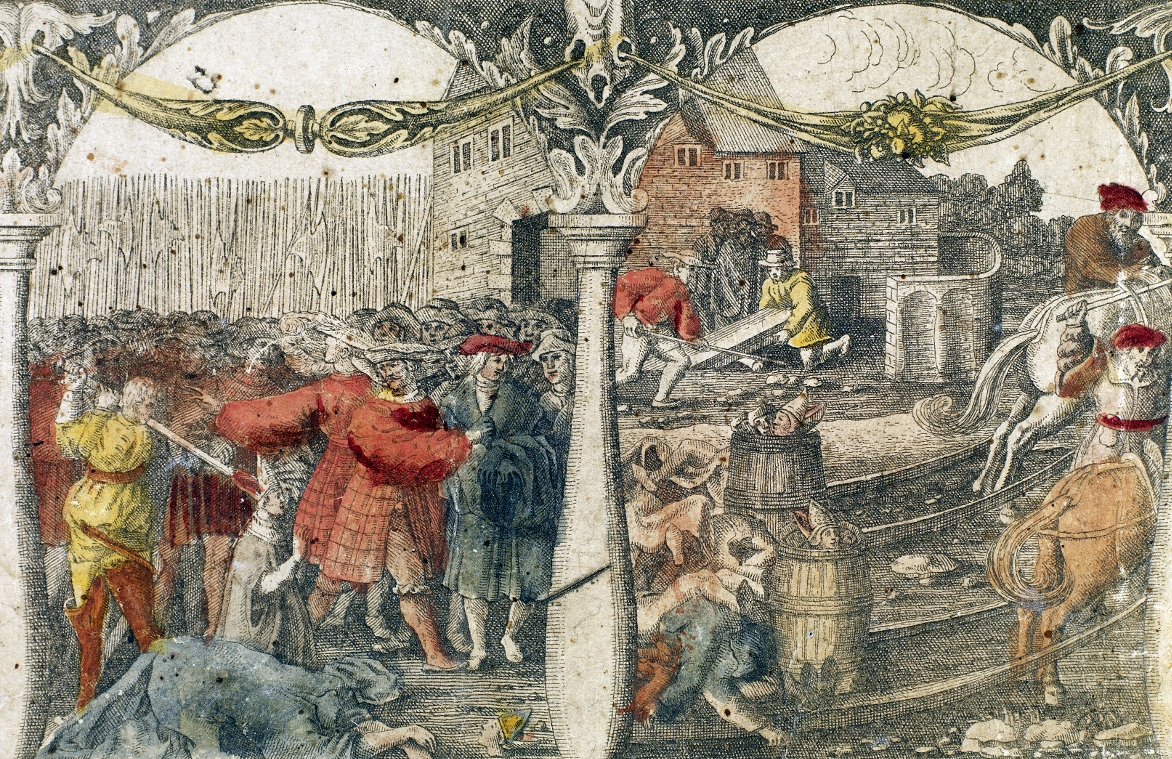
Stockholmer Blutbad (handkolorierter Kupferstich von 1676 nach einem Holzschnitt von 1524)

Die zu diesem Zeitpunkt hochschwangere Ebba fand dank der Unterstützung ihrer Mutter mit ihren fünf Kindern im Kloster in Västerås Zuflucht. Anders als die Frauen der anderen Hingerichteten blieb sie in Freiheit und durfte ihren Besitz, der 500 Bauernhöfe umfasste, behalten. Anderthalb Monate nach dem Tod ihres Ehemannes wurde ihre jüngste Tochter Märta Eriksdotter Leijonhufvud geboren.
Die Ermordung zahlreicher Adliger und Geistlicher führte zum Aufstand des Gustav Wasa, der 1521 bis 1523 als Reichsverweser agierte, Schweden 1523 durch den Schwedischen Befreiungskrieg endgültig aus der Kalmarer Union herauslöste und am 6. Juni 1523 in der Stadt Stängnäs zum König von Schweden gewählt wurde.
Unter der Herrschaft von Gustav Wasa hatte Ebba als enge Verwandte und Inhaberin großer Güter einen hohen Rang inne. Als 1525 ihre Schwester Margareta und deren zweiter Ehemann Berend von Melen verdächtigt wurden, Christina Gyllenstiernas angeblich geplante Eheschließung mit Søren Norby zu unterstützen, und deshalb Schweden verlassen mussten, erhielt Ebba deren Güter als Lohn für ihre Loyalität. Anlässlich der Vermählung des Königs mit Katharina von Sachsen-Lauenburg-Ratzeburg (1513–1535) 1531, bei der sie als eine der höchsten Damen des Hofes die Braut begleitete, verheiratete sie ihre älteste Tochter mit dem Reichsmarschall Gustaf Olofsson Stenbock. In dieser Ehe wurde Katharina Stenbock, der dritten Ehefrau des Königs, geboren.

### Schwiegermutter des Königs
König Gustav I. Wasa war seit dem Tod seiner ersten Gemahlin am 23. September 1535 verwitwet. Stets in engem Kontakt mit der Familie Gyllenstierna entwickelte König Gustav eine besondere Neigung zu Ebbas Tochter Margareta Eriksdotter Leijonhufvud (* 1516; † 1551). Er heiratete sie am 1. Oktober 1536 und machte sie dadurch zur Königin von Schweden.

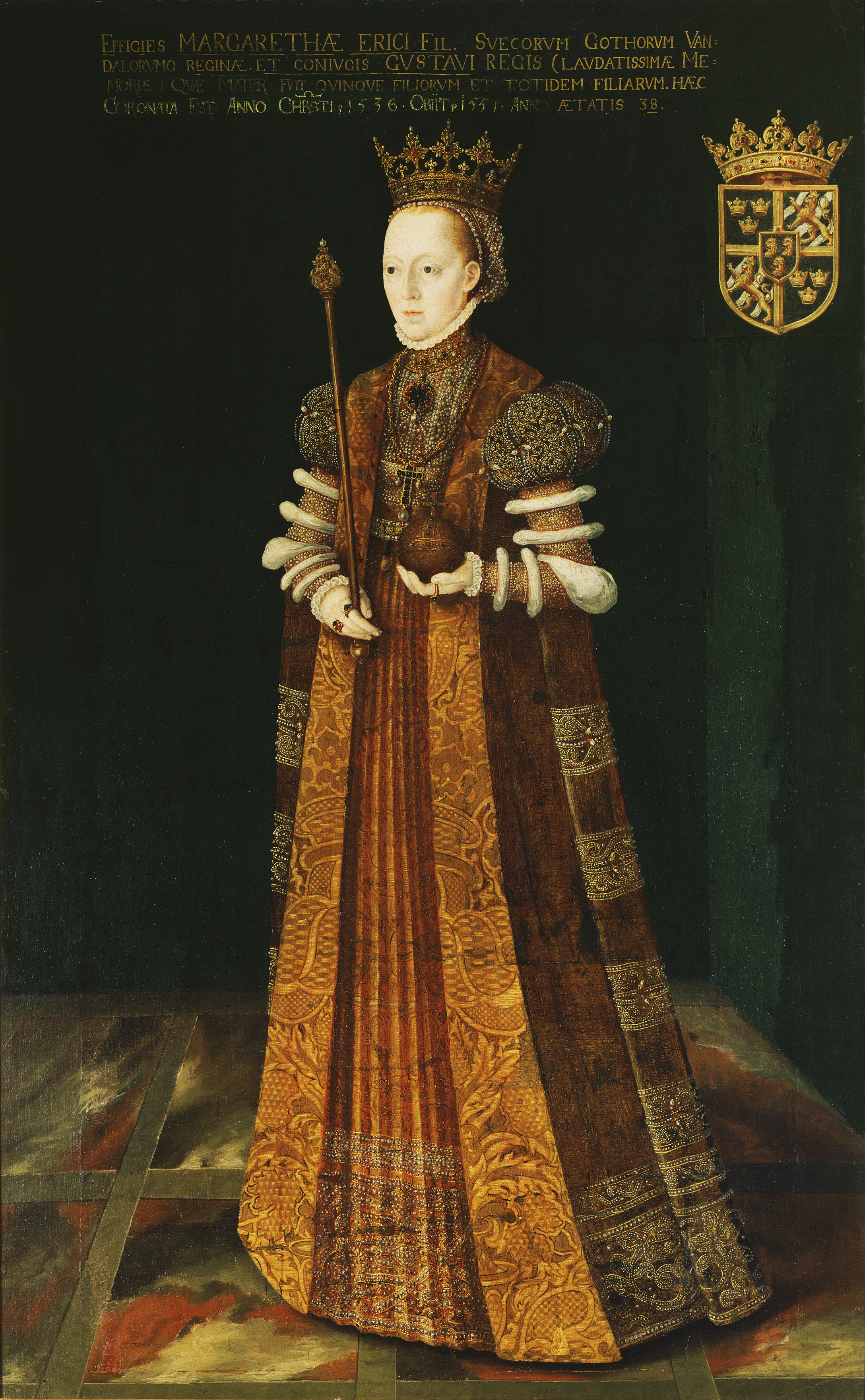
Margareta Leijonhufvud

Ihre Mutter Ebba bekam dadurch eine neue Rolle als königliche Schwiegermutter, wobei es ihr – wohl auf Grund ihrer Persönlichkeit und Erfahrung – gelang, in den ersten Jahren der Ehe ihrer Tochter einen manchmal dominierenden Einfluss am schwedischen Königshof auszuüben, der so weit ging, dass man munkelte, der König wage nicht, ihr zu widersprechen.

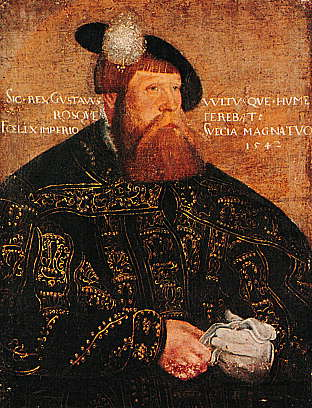
Gustav I. Wasa (Gemälde vom Jakob Bink)

Ebba war eine überzeugte Katholikin und stand auch während der protestantischen Reformation zu ihrem Glauben. König Gustav hatte ihr die Abtei Vreta übertragen, um deren Wohlergehen sie sich kümmerte, wobei sie diese selbst nach Durchführung der Reformation in Schweden als katholische Einrichtung beschützte. Schließlich zog sie sich selbst in dieses Kloster zurück, wo sie am 22. November 1549 verstarb.
Sie wurde im Dom zu Linköping bestattet.

## Ehe und Kinder
Ebba heiratete am 18. Januar 1512 in der Laurentiuskirche in Söderköping (Östergötland) Erik Abrahamsson Leijonhufvud (* um 1472 in Brunsberg bei Ytterselö in Södermanland; † 8. November 1520 in Stockholm).
Aus der Ehe stammen folgende Kinder::
- Abraham Eriksson Leijonhufvud (* 1. März 1512; † 1. März 1556) ⚭ 22. Februar 1538 Anna Agesdotter Thott; † 4. Juni 1552
- Birgitta (Brita) Eriksdotter Leijonhufvud (* 1514; † 1572) ⚭ 1531 Gustav Stenbock (* 1504; † 1571), Eltern von Katharina Stenbock, der dritten Ehefrau von Gustav Wasa.
- Margareta Eriksdotter Leijonhufvud (* 1. Januar 1516 auf Schloss Lo in Gräfsnäs in Västergötland; † 26. August 1551 auf Schloss Tynnelsö am Mälaren), Königin von Schweden 1536–1551 ⚭ 1. Oktober 1536 Gustav I. Wasa (schwedisch Gustav I., Gustav Erikson Vasa) (eigentlich Gustav Eriksson; * Mai 1496; † 29. September 1560 in Stockholm) war von 1523 bis 1560 schwedischer König.
- Anna Eriksdotter Leijonhufvud (* um 1517; † 1540) ⚭ Axel Eriksson Bielke af Åkerö (* um 1500; † 1559)
- Sten Eriksson Leijonhufvud (* 15. August 1518; † 5. Oktober 1568), Stammvater der gräflichen Linie Lewenhaupt (Leijonhufvud) ⚭ 7. Oktober 1548 Ebba Mansdotter Lilliehöök (* 13. Januar 1519; † 29. September 1609)
- Märta Eriksdotter Leijonhufvud (* 24. Dezember 1520; † 15. Januar 1584) ⚭ 3. März 1538 Schloss Nyköping Svante Stensson Sture (* 1. Mai 1517; † 24. Mai 1567 in Uppsala)